# Ropica ghanaensis
Ropica ghanaensis är en skalbaggsart som beskrevs av Stefan von Breuning 1978. Ropica ghanaensis ingår i släktet Ropica och familjen långhorningar.
Artens utbredningsområde är Ghana. Inga underarter finns listade i Catalogue of Life.